# Rob Gerrits
Rob Gerrits is een personage in de VTM-televisieserie Familie, gespeeld door Erik Goris.
Rob was de ex-man van Rita Van den Bossche en jarenlang stiefvader van Pierrot Van den Bossche.

## Overzicht
Rob is een voormalig crimineel, die zijn leven betert wanneer hij Rita ontmoet. Hij wordt een voorbeeldige vader voor Pierrot, die hem steevast papa Rob noemt. Hij kan aan de slag bij VDB Electronics, waar hij zich uiteindelijk weet op te werken.
Rob was een tijdje directeur van De Borger & Co, een zusterbedrijf van VDB. Toen hij er een affaire begon met zijn secretaresse Martine Van den Abeele, raakte Rita opnieuw aan de drank en liet Rob haar colloqueren. Nadien had hij nog korte relaties met Isabelle Solie en Els d'Hollander.
Na zijn relationele perikelen kreeg Rob te kampen met een gokverslaving. Het ging zelf zo ver dat hij hiervoor geld van het bedrijf misbruikte. Wanneer Peter hierachter komt, kan hij niet anders dan Rob te ontslaan. Gelukkig kan hij aan de slag als vrachtwagenchauffeur in het transportbedrijf van Mathias Moelaert.
Uiteindelijk raakt Rob uit de moeilijkheden en besluit Peter zijn beste vriend opnieuw in dienst te nemen als personeelsdirecteur. Hij lijkt een oogje te hebben op Gerda Donckers, de nieuwe directiesecretaresse. Wanneer Rob door het volgen van een cursus aan de universiteit bijzonder vaak in het gezelschap van de jonge, knappe studente Cynthia vertoeft, kan Gerda haar jaloezie nauwelijks verbergen.
Wanneer Rita weer aan de drank raakt, ontfermt Rob zich over haar. Toch kan hij niet beletten dat de situatie uit de hand loopt en Rita plots van de aardbodem verdwenen lijkt. Hij voelt zich zeer schuldig en start een zoektocht naar haar, die niets lijkt op te leveren. Enkele weken later, tijdens een feestje bij VDB Electronics, maakt een door Bert gemanipuleerde Rita haar opwachting op de parking. Rob haast zich naar beneden, maar intussen is Rita alweer verdwenen. Wanneer hij naar haar op zoek gaat, loopt hij plots een doorgeslagen Bert tegen het lijf, die op het punt staat het gebouw in brand te steken. Bert deelt Rob enkele raken klappen uit met een brandblusapparaat en hij is op slag dood.